# Zonlicht in de blauwe kamer
Zonlicht in de blauwe kamer. Helga Ancher met breigoed in de kamer van haar grootmoeder (Deens: Solskin i den blå stue. Helga Ancher ved strikketøjet i bedstemoders stue) is een olieverfschilderij van de Deense kunstschilderes Anna Ancher uit 1891. Het toont Helga, de dochter van de kunstenares, in de kamer van haar grootmoeder, geschilderd in een door het impressionisme beïnvloede stijl. Het werk bevindt zich in de collectie van het Skagens Museum.

## Context
Eind jaren 1870 ontstond er in de Deense plaats Skagen een kunstenaarskolonie, de Skagenschilders, die gaandeweg zou uitgroeien tot het belangrijkste centrum van de Scandinavische schilderkunst aan het einde van de negentiende eeuw. Veel kunstenaars verbleven er in de zomermaanden in het Brøndum-hotel, dat van meet af aan het centrum van de groepering vormde. Ze hielden er levendige besprekingen over kunst, artistieke vernieuwing en over elkanders werk.
Midden jaren 1870 was Michael Ancher een van de eerste kunstenaars die naar Skagen trokken. In 1880 trouwde hij met Anna, de dochter van de eigenaar van het Brøndum-hotel. Anna was ook schilderes en had gestudeerd op het Kunstcollege te Kopenhagen en in Parijs, waar ze kennis had gemaakt met het impressionisme. In 1883 kregen Michael en Anna een dochter, Helga. Twee jaar later maakten ze een reis door Nederland en België, met name om de Hollandse en Vlaamse meesters te bestuderen. Anna had veel bewondering voor het verstilde werk van Vermeer. De invloed van Vermeer alsook van het impressionisme is duidelijk herkenbaar in een werk als Zonlicht in de blauwe kamer.

## Afbeelding
Zonlicht in de blauwe kamer toont Helga, de dochter van Anna en Michael Ancher, met een breiwerkje op het puntje van een stoel gezeten, schuin met de rug naar de kijker toe. Ze bevindt zich in de zogenaamde blauwe kamer in het Brøndum-hotel, thans het Skagens Museum, waar de ruimte nog steeds te bezichtigen is. De blauwe kamer was toentertijd de kamer van Helga's diepgelovige grootmoeder Ane Hedvig Brøndum, die er eveneens - meermaals - door Anne werd geportretteerd.

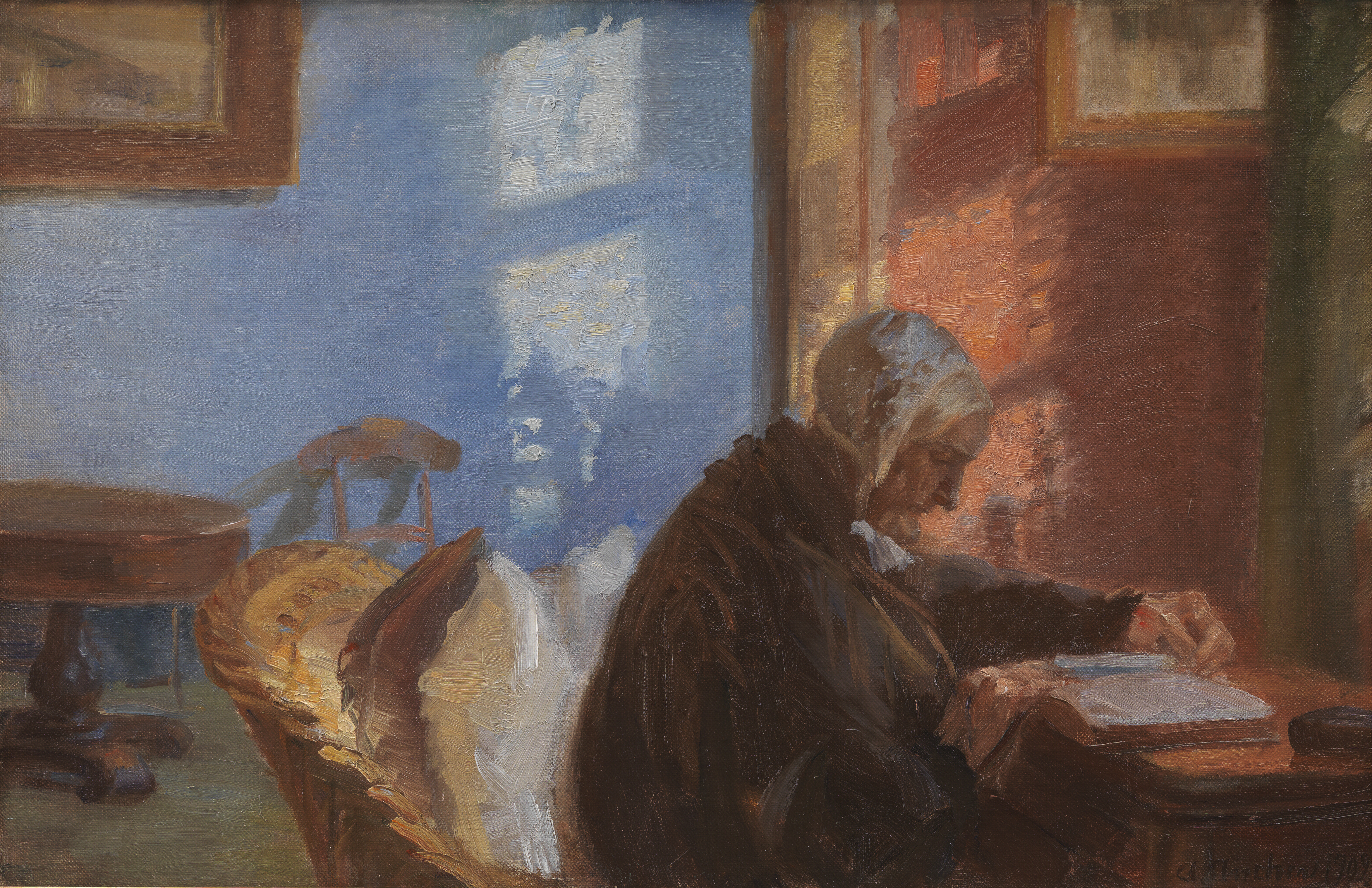
Ane Brøndum in de blauwe kamer, door haar dochter Anne

Centraal in Zonlicht in de blauwe kamer staat het spel van het zonlicht, dat op de achterste wand silhouetten creëert van planten en raamroeden. Het koloriet is gebaseerd op het contrast tussen de blauwe kleuren van de muren en meubelstoffen met de gele banen in de gordijnen en de vloerbekleding; een tweeklank die zich in geconcentreerde vorm herhaalt in de blauwe jurk en het blonde haar van het zittende meisje. In de kern gaat het de kunstschilderes uitsluitend om kleur en vorm, en het abstraherende samenspel daartussen: een kunstopvatting waarmee ze preludeert op de modernistische stromingen van de twintigste eeuw.
Als gewoonlijk in Anna Anchers werk is er ook nauwelijks sprake van activiteit. Anna's introverte karakter weerspiegelt zich in het weergegeven tafereel, dat bovenal rust uitstraalt. Op basis van een groot invoelend vermogen en haar koloristisch talent, weet de kunstenares niettemin een levensecht, intiem tafereel te schilderen, met een sterke nadruk op de besloten atmosfeer. De ruimte is aan alle kanten begrensd, met een duidelijke scheiding tussen binnen en buiten. Slechts een beperkt aantal zonnestralen weet binnen te dringen. De kijker krijgt het idee dat hij deel uitmaakt van de ruimte, maar voelt zicht tegelijkertijd onopgemerkt, buitenstaander. Het geheel ademt een verstilde melancholie, die haar bewondering verraadt voor Vermeer.